# Pseudohermonassa plagiata
Pseudohermonassa plagiata là một loài bướm đêm trong họ Noctuidae.